# Kadayampatti
Kadayampatti là một thị xã panchayat của quận Salem thuộc bang Tamil Nadu, Ấn Độ.

## Nhân khẩu
Theo điều tra dân số năm 2001 của Ấn Độ, Kadayampatti có dân số 9691 người. Phái nam chiếm 54% tổng số dân và phái nữ chiếm 46%. Kadayampatti có tỷ lệ 53% biết đọc biết viết, thấp hơn tỷ lệ trung bình toàn quốc là 59,5%: tỷ lệ cho phái nam là 61%, và tỷ lệ cho phái nữ là 44%. Tại Kadayampatti, 12% dân số nhỏ hơn 6 tuổi.